# Víctor Ayala
Víctor Hugo Ayala Núñez (ur. 1 stycznia 1988 w Eusebio Ayala) – paragwajski piłkarz występujący na pozycji pomocnika w argentyńskim klubie Lanús oraz w reprezentacji Paragwaju. Wychowanek Sport Colombia, w swojej karierze grał także w Rubio Ñú oraz Libertad. Wraz z Ivánem Pirisem znalazł się w kadrze na Copa América 2016 w miejsce kontuzjowanych Néstora Ortigozy i Pabla Aguilara.